# Canon EOS 5D Mark II
La EOS 5D Mark II è una macchina fotografica reflex digitale (DSLR) professionale da 21,1 megapixel prodotta da Canon. Successiva alla EOS 5D, fu annunciata il 17 settembre 2008. Rispetto alla 5D presenta numerose innovazioni tra cui: la risoluzione quasi raddoppiata, il mirino con copertura al 98%, la tropicalizzazione e la possibilità di girare filmati in Full HD.
Il 2 marzo 2012, Canon ha annunciato il modello successivo, la Canon EOS 5D Mark III.

## Aggiornamenti rispetto alla 5D originale
- 21,1 megapixel (5.616 x 3.744 pixel), contro i 12,8 megapixel (4.368 x 2.912 pixel)
- modalità sRAW1 (10 megapixel / 3.861 x 2.574 pixel)
- modalità sRAW2 (5.2 megapixel / 2.784 x 1.856 pixel)
- 14 bit contro 12 bit (in RAW)
- copertura del mirino 98%, ingrandimento 0,71x, rispetto alla copertura del 96% della precedente
- 3,9 scatti al secondo nello scatto continuo (fps), rispetto ai 3 fps della precedente
- processore DIGIC 4, rispetto al DIGIC II della precedente
- massimo 310 JPEG (a massima risoluzione) in una singola raffica con una card UDMA, rispetto alle 60 della precedente
- Un display LCD più ampio di 3" pollici (76 mm) con una risoluzione di 640x480 (307.200 pixel / 921.600 punti), rispetto al LCD di 2.5" pollici (64 mm) della precedente
- Corpo tropicalizzato mediante guarnizioni in gomma e sistema di montaggio a incastri ad alta precisione

## Nuove caratteristiche
- Modalità video con possibilità di generare file da 12 minuti in FULL HD (1.920 x 1.080 pixel) a 24 o 25 fps o da 30 minuti in SDTV (640 x 460 pixel) a 25 o 30 fps, fino a 4 GB
- Microfono mono per l'audio durante la registrazione video e uno speaker per la riproduzione
- Live view con contrast-detect autofocus
- Uscita video HDMI per visualizzazione ad alta risoluzione su un monitor o sulla TV (mediante porta MiniHDMI)
- attacco microfono
- ISO 100-6400 (espandibili mediante una funzione personalizzata: L (50), H1 (12800) e H2 (25600)
- Sistema di riduzione della polvere (Integrated Cleaning System)
- Batteria con chip per maggiori informazioni nel menu (carica dettagliata, stato di usura, numero di scatti effettuati dall'ultima ricarica)

La 5D Mark II è la prima macchina fotografica della serie EOS ad essere provvista di funzioni per la registrazione del video. È possibile effettuare fotografie durante la ripresa video (nel momento in cui si effettua uno scatto, nel video viene registrato un fermoimmagine della durata di circa 2 secondi).
La batteria agli ioni di litio della 5D Mark II (LP-E6) ha una capacità di 1800 mAh. La stessa batteria contiene un microprocessore con codice identificativo atto a riportare lo stato di carica e le condizioni della batteria sul display della macchina fotografica. Il "battery info" della 5D Mark II è in grado di leggere contemporaneamente lo stato di ben 6 batterie.

## Registrazione video
La 5D Mark II è la prima DSLR dotata di modalità di registrazione video a risoluzione 1080p, la seconda in assoluto a registrare filmati dopo la Nikon D90 che però non supera la risoluzione 720p. I filmati possono raggiungere la dimensione massima di 4 GB, approssimativamente 12 minuti in 16:9 HD (1920x1080) o 24 minuti in 4:3 SD (640x480). Alla base di questi limiti sta la massima dimensione (per ogni file) supportata dal filesystem FAT32 usato nelle Compact Flash. Esiste inoltre un limite temporale assoluto per singolo video di 29 minuti e 59 secondi. Le registrazioni vengono effettuate in formato Quicktime MOV con compressione video H.264/MPG-4 e audio PCM non compresso. I bitrate sono approssimativamente di 38 e 17 megabit/s rispettivamente per la modalità HD ed SD. Il microfono incorporato è mono, ma è supportato l'audio stereo tramite microfono esterno collegato all'entrata jack audio.
In una intervista apparsa sul sito Dpreview, il sig.Masaya Maeda, Director and Chief Executive of Image Communication Products Operations di Canon, alla domanda se ci fossero problemi di surriscaldamento nel girare lunghi filmati (e quindi nell'uso per lungo tempo del sensore, come nel live-view) ha risposto che non hanno questo problema perché nei nuovi sensori il consumo di energia è molto basso ed in particolar modo non impatta sugli scatti anche dopo un uso intensivo del sensore per i filmati.
Il 27 maggio 2009 è stato distribuito un firmware per permettere la gestione in manuale della macchina, anche per i video; valori selezionabili: diaframma, ISO (Auto, 100-6400 e H1), tempo di esposizione (da 30 secondi a 1/4000 di secondo).

## Collegamento GPS
La macchina fotografica non è dotata di un sistema GPS interno. Ad essa però può essere collegato l'accessorio WFT-E4. Al trasmettitore dati WFT-E4 può essere collegato un ricevitore GPS di Dawntech, per contrassegnare ogni file con le coordinate geografiche. Tali coordinate sono salvate nei dati Exif delle immagini.

## Problemi
I primi acquirenti della macchina fotografica riportarono la presenza di pixel neri nelle situazioni di elevato contrasto. Agli inizi del 2009 la casa madre distribuì un aggiornamento per il firmware (v. 1.0.7) al fine di correggere il problema.

## Curiosità
- Con questo modello è stata scattata, per la prima volta da una macchina fotografica digitale, la foto ufficiale di un presidente degli Stati Uniti, Barack Obama.[4]
- L'ultimo episodio della sesta stagione di Dr. House - Medical Division è stato realizzato con questa macchina fotografica[5][6].
- Gli episodi della serie TV Hawaii Five-0 del 2010 sono stati girati usando una Canon 5DmkII.
- Persino alcune campagne pubblicitarie dei diretti concorrenti Sony e Panasonic sono state realizzate utilizzando la Canon 5D Mark II.[7]